# Franciszek Mazurek

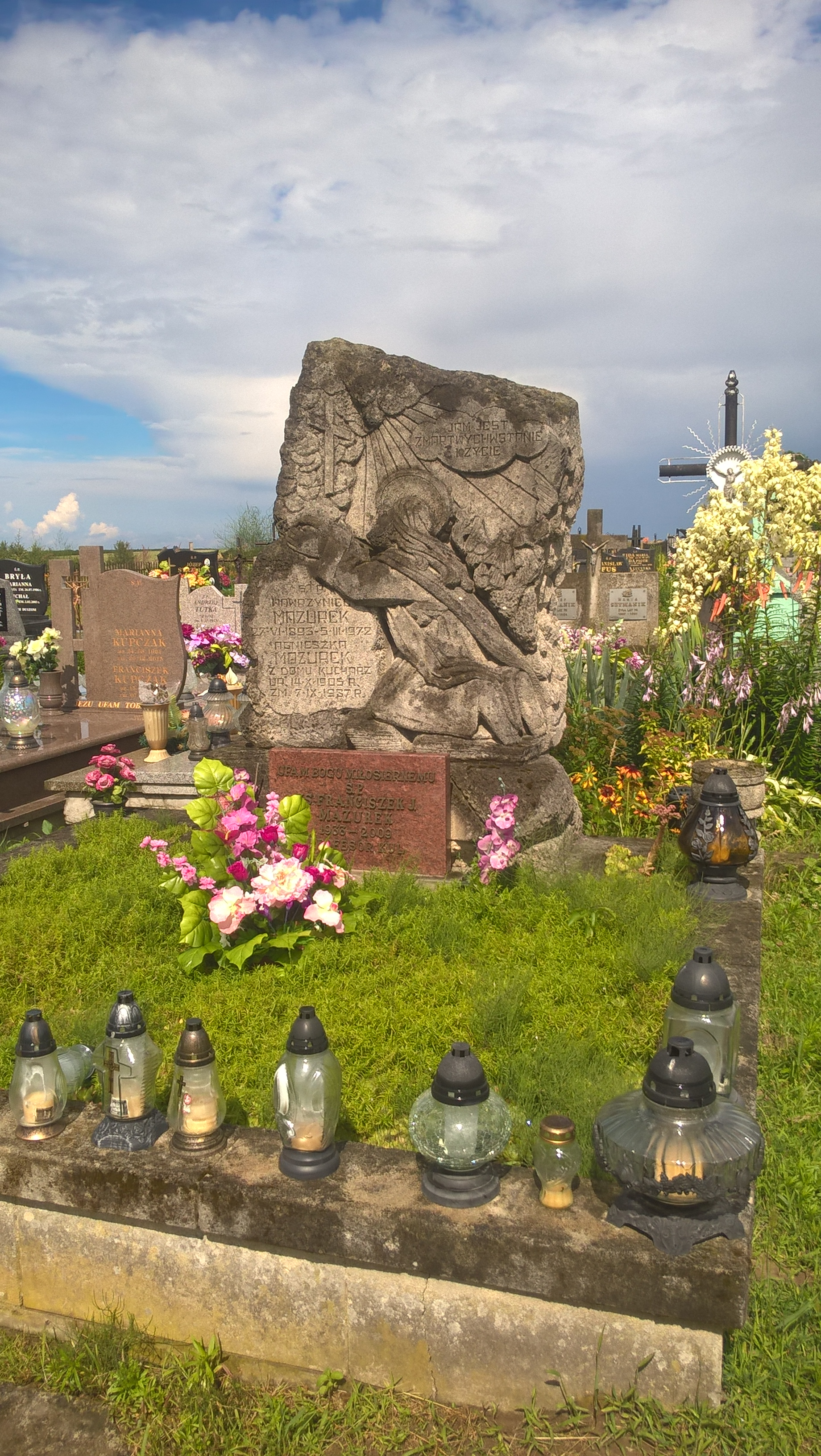
Grób Franciszka Mazurka na cmentarzu rzymskokatolickim w Biszczy

Franciszek Janusz Mazurek (ur. 18 lipca 1933 w Biszczy, zm. 21 sierpnia 2009 w Lublinie) – polski duchowny katolicki, wykładowca akademicki i znawca katolickiej nauki społecznej oraz przedstawiciel lubelskiej szkoły katolickiej nauki społecznej. 
Franciszek Mazurek odbył studia teologiczne w Metropolitalnym Seminarium Duchowym w Lublinie. Święcenia kapłańskie przyjął kwietniu 1959 roku. Był wikariuszem w parafiach św. Michała Archanioła w Lublinie i św. Jana Chrzciciela w Lublinie i Nałęczowie. W 1964 roku ukończył filozofię na KUL-u. W 1968 roku podjął pracę w charakterze asystenta na tejże uczelni. W 1969 roku uzyskał doktorat i objął stanowisko adiunkta. Habilitował się w 1985 roku na podstawie pracy Prawa człowieka w nauczaniu społecznym Kościoła. Od papieża Leona XIII do papieża Jana Pawła II, natomiast w 2002 roku otrzymał tytuł profesora nauk humanistycznych. W latach 1990–1991 kierował Sekcją Społeczną Wydziału Nauk Społecznych KUL. W latach 1986–1996 był przewodniczącym Wydziału Nauk Społecznych Towarzystwa Naukowego KUL. Pracował w Komisji Episkopatu Polski Iustitia et Pax w latach 1981–1992. W latach 80. wykładał w białostockiej filii Uniwersytetu Warszawskiego. Pełnił także funkcję wiceprezesa lubelskiego oddziału Klubu Inteligencji Katolickiej.
Głównym obszarem jego zainteresowań były prawa człowieka, które wywodził z godności osoby ludzkiej, która jest wartością niezbywalną i nienaruszalną. Był zdania, że zgodne z myślą chrześcijańską prawa i obowiązki człowieka najtrudniej jest realizować w obszarze działalności ekonomicznej człowieka. 
Był autorem 10 książek oraz kilkuset artykułów naukowych. Publikował w języku polskim, niemieckim, francuskim i angielskim. Wypromował 14 doktorów. Dla niego samego mistrzem był prof. Czesław Strzeszewski.

## Książki
- Prawa człowieka w nauczaniu społecznym Kościoła (od papieża Leona XIII do papieża Jana Pawła II) (1991)
- Wolność pracy, przedsiębiorczość, uczestnictwo (1993)
- Alfreda Verdrossa i Jacques’a Maritaina koncepcja dynamiczna prawa naturalnego i praw człowieka (1999)
- Personalistyczno-integralne ujęcie katolickiej nauki społecznej w eksplikacji Stefana Kardynała Wyszyńskiego (1999)
- Godność osoby ludzkiej podstawą praw człowieka (2001)